# Liste der Baudenkmäler in Selbitz (Oberfranken)
Auf dieser Seite sind die Baudenkmäler in der oberfränkischen Stadt Selbitz zusammengestellt. Diese Tabelle ist eine Teilliste der Liste der Baudenkmäler in Bayern. Grundlage ist die Bayerische Denkmalliste, die auf Basis des Bayerischen Denkmalschutzgesetzes vom 1. Oktober 1973 erstmals erstellt wurde und seither durch das Bayerische Landesamt für Denkmalpflege geführt wird. Die folgenden Angaben ersetzen nicht die rechtsverbindliche Auskunft der Denkmalschutzbehörde.
 Diese Liste gibt den Fortschreibungsstand vom 7. November 2014 wieder und enthält 9 Baudenkmäler.

## Baudenkmäler nach Gemeindeteilen

### Hüttung
| Lage                     | Objekt               | Beschreibung                                      | Akten-Nr.    | Bild |
| ------------------------ | -------------------- | ------------------------------------------------- | ------------ | ---- |
| Lange Reuth 2 (Standort) | Ehemaliges Schulhaus | Zweigeschossiger Walmdachbau mit Dachreiter, 1864 | D-4-75-171-9 | BW   |

### Neuhaus
| Lage                     | Objekt          | Beschreibung | Akten-Nr.    | Bild           |
| ------------------------ | --------------- | --- | ------------ | -------------- |
| Am Schloss 1 (Standort)  | Schloss Neuhaus | Zweigeschossiger Walmdachbau mit Zwerchhäusern und angebautem Turm, im Kern 15. Jahrhundert, Umbauten 17. Jahrhundert und um 1900 | D-4-75-171-6 | weitere Bilder |
| Obere Gasse 3 (Standort) | Wohnhaus        | Mit Frackdach, verputztes Fachwerkobergeschoss, Ende 18. Jahrhundert                                                              | D-4-75-171-7 | BW             |

### Rodesgrün
| Lage                   | Objekt                                                   | Beschreibung                                                   | Akten-Nr.    | Bild                                                     |
| ---------------------- | -------------------------------------------------------- | -------------------------------------------------------------- | ------------ | -------------------------------------------------------- |
| Weidenweg 5 (Standort) | Ehemals zur Schlossherrschaft Neuhaus gehörender Gutshof | Zweigeschossiges Wohnstallhaus mit Walmdach, bezeichnet „1848“ | D-4-75-171-8 | Ehemals zur Schlossherrschaft Neuhaus gehörender Gutshof |

### Selbitz
| Lage                                   | Objekt                              | Beschreibung | Akten-Nr.     | Bild           |
| -------------------------------------- | ----------------------------------- | --- | ------------- | -------------- |
| Bahnhofstraße 5 (Standort)             | Neues Schloss                       | Zweigeschossiger Walmdachbau mit Zwerchhaus, verputztes und verschiefertes Fachwerkobergeschoss, 17./19. Jahrhundert | D-4-75-171-1  | weitere Bilder |
| Dietscha, an der Feldstraße (Standort) | Wasserhochbehälter                  | Klassizistisch, um 1900                                                                                              | D-4-75-171-11 | BW             |
| Kirchplatz 1 (Standort)                | Pfarrhaus                           | Zweigeschossiger Walmdachbau, mezzaninartige Frieszone, 1838–40                                                      | D-4-75-171-3  | Pfarrhaus      |
| Kirchplatz 3 (Standort)                | Evangelisch-lutherische Pfarrkirche | Saalbau mit Westturm, 1634–37, Erweiterung nach Osten 1782, mit Ausstattung                                          | D-4-75-171-4  | weitere Bilder |
| Kirchplatz 4 (Standort)                | Altes Pfarrhaus                     | Zweigeschossiges Satteldachhaus, verputztes Fachwerkobergeschoss, 17.–18. Jahrhundert                                | D-4-75-171-2  | BW             |